# 나히몹스키 프로스펙트역
나히몹스키 프로스펙트 역(러시아어: Нахи́мовский проспе́кт)은 모스크바 지하철 세르푸홉스코 티미랴젭스카야 선의 역이다. 1983년 11월 8일에 개장했다. 이 역에서는 나히모프 대로와 아조프 거리로 연결된다.